# Psicodermatologia
A psicodermatologia é o tratamento de doenças de pele usando técnicas psicológicas e psiquiátricas, abordando a interação entre a mente e a pele. Embora historicamente não tenha havido forte suporte científico para a sua prática, há evidências crescentes de que os tratamentos comportamentais possam ser eficazes no tratamento de doenças crónicas da pele.
A prática da psicodermatologia baseia-se na complexa interação entre os sistemas neurológico, imunológico, cutâneo e endócrino, conhecido alternativamente como rede NICE, NICS e por outras siglas semelhantes. A interação entre o sistema nervoso, pele e imunidade foi explicada pela liberação de mediadores da rede. No curso de várias doenças inflamatórias da pele e condições psiquiátricas, a rede neuroendócrino-imunocutânea é desestabilizada.

## Conceito
As perturbações que os proponentes classificam como psicodermatológicas enquadram-se em três categorias gerais: perturbações psicofisiológicas, perturbções psiquiátricas primárias e perturbações psiquiátricas secundárias. Os proponentes frequentemente alegam tratamento para: psoríase, eczema, urticária, herpes genital e oral, acne, verrugas, alergias de pele, dor, sensação de queimadura e queda de cabelo. As técnicas de tratamento psicodermatológico incluem psicoterapia, meditação, relaxamento, hipnose, acupuntura, ioga, tai chi e medicamentos ansiolíticos.
As perturbações psicofisiológicas são condições que são precipitadas ou agravadas por emoções stressantes. Essas condições nem sempre estão relacionadas ao stress e, em muitos casos, respondem à medicação, mas o stress pode ser um fator contribuinte nalguns casos.

## Controvérsia
Num artigo de 2013 publicado na Clinics in Dermatology, o jornal oficial da Academia Internacional da Dermatologia Cosmética, os fatos e controvérsias deste tópico foram examinados com a conclusão:
Embora a experiência clínica esteja frequentemente em concordância com esta noção, a prova aparentemente científica pode às vezes ser desafiadora, ao invés de direta. Embora muitos dados tenham sido publicados, parece que não existe evidências estatísticas suficientes para apoiá-los. A dificuldade em validar sem sombra de dúvida as interações stress-pele gerou algum ceticismo entre os médicos.
Harriet Hall observa que a especialidade pode não ser necessária pois a medicina já adota uma abordagem holística para tratar um paciente. Uma revisão de 2007 da literatura gerada de 1951 a 2004 descobriu que a maioria dos dermatologistas e psicólogos recomendam uma síntese do tratamento ao invés de consultar outro especialista.